# Raičevići
Raičevići (cyr. Раичевићи) – wieś w Czarnogórze, w gminie Cetynia. W 2011 roku liczyła 61 mieszkańców.